# Nancy Feber
Nancy Feber (Antwerpen, 5 februari 1976) is een voormalig tennisspeelster uit België.
Als junior won Feber vier grandslamtoernooien, één in het enkelspel (Wimbledon in 1993) en drie in het dubbelspel (Wimbledon in 1993, Roland Garros in 1992 en 1993), telkens met Laurence Courtois. In de periode 1993–1997 speelde Feber voor België in de Fed Cup – zij behaalde daar een winst/verlies-balans van 11–3.
Feber speelde ook bij de volwassenen op alle grandslamtoernooien. In het enkelspel bereikte zij drie achtereenvolgende jaren de derde ronde op Wimbledon (in 1994, 1995 en 1996). In het dubbelspel bereikte zij de derde ronde op het US Open 1995, samen met Laurence Courtois.
In 1998 stopte Feber met tennissen, al maakte zij in 2011 nog een rentree in het dubbelspel samen met Els Callens.

## Posities op deWTA-ranglijst
Positie per einde seizoen:
| jaar | rang enkelspel | rang dubbelspel |
| ---- | -------------- | --------------- |
| 1991 | 606            | 312             |
| 1992 | 166            | 176             |
| 1993 | 154            | 140             |
| 1994 | 123            | 95              |
| 1995 | 99             | 49              |
| 1996 | 109            | 71              |
| 1997 | 159            | 125             |
| 1998 | 220            | 143             |
|      |                |                 |
| 2011 | –              | 788             |

## Palmares
| Legenda                |
| ---------------------- |
| Grandslamtoernooi      |
| Olympische Spelen      |
| Year-End Championships |
| Tier I                 |
| Tier II                |
| Tier III               |
| Tier IV & V            |

### WTA-finaleplaatsen enkelspel
geen

### WTA-finaleplaatsen vrouwendubbelspel
| nr.              | finale     | toernooi    | ondergrond | partner           | tegenstandsters               | score    |
| ---------------- | ---------- | ----------- | ---------- | ----------------- | ----------------------------- | -------- |
| gewonnen finales |            |             |            |                   |                               |          |
| geen             |            |             |            |                   |                               |          |
| verloren finales |            |             |            |                   |                               |          |
| 1.               | 1994-11-20 | WTA Taipei  | hardcourt  | Alexandra Fusai   | Michelle Jaggard Rene Simpson | 0-6, 6-7 |
| 2.               | 1995-01-08 | WTA Jakarta | hardcourt  | Laurence Courtois | Claudia Porwik Irina Spîrlea  | 2-6, 3-6 |
| 3.               | 1996-04-14 | WTA Jakarta | hardcourt  | Laurence Courtois | Rika Hiraki Naoko Kijimuta    | 6-7, 5-7 |

### Gewonnen ITF-toernooien enkelspel
| nr. | finale     | toernooi       | dotatie | ondergrond | tegenstandster in finale | score         |
| --- | ---------- | -------------- | ------- | ---------- | ------------------------ | ------------- |
| 1.  | 1992-11-15 | Hull           | $25.000 | tapijt (i) | Jelena Makarova          | 7-5, 4-6, 6-2 |
| 2.  | 1998-03-15 | Biel           | $25.000 | hardcourt  | Květa Hrdličková         | 6-7, 6-3, 6-4 |
| 3.  | 1998-04-19 | Cagnes-sur-Mer | $10.000 | hardcourt  | Carine Bornu             | 6-0, 6-1      |

### Gewonnen ITF-toernooien dubbelspel
| nr. | finale     | toernooi      | dotatie | ondergrond    | partner            | tegenstandsters in finale           | score         |
| --- | ---------- | ------------- | ------- | ------------- | ------------------ | ----------------------------------- | ------------- |
| 1.  | 1991-08-25 | Koksijde      | $10.000 | gravel        | Laurence Courtois  | Nelly Barkan Olha Loehina           | 4-6, 6-0, 6-4 |
| 2.  | 1991-10-27 | Flensburg     | $10.000 | tapijt (i)    | Laurence Courtois  | Alena Havrlíková Ivana Havrlíková   | 6-2, 6-3      |
| 3.  | 1991-11-10 | Ljusdal       | $10.000 | tapijt (i)    | Laurence Courtois  | Cora Linneman Eva Lena Olsson       | 6-2, 7-6      |
| 4.  | 1992-02-01 | Stockholm     | $10.000 | tapijt (i)    | Laurence Courtois  | Katrien de Craemer Olha Loehina     | 7-6, 6-3      |
| 5.  | 1997-03-23 | The Woodlands | $25.000 | hardcourt     | Liezel Horn        | Sabine Haas Kristina Triska         | 6-1, 6-2      |
| 6.  | 1997-11-01 | Poitiers      | $50.000 | hardcourt (i) | Petra Langrová     | Lea Ghirardi Svetlana Kriventsjeva  | 3-6, 6-3, 6-1 |
| 7.  | 1998-04-12 | Calvi         | $25.000 | hardcourt     | Jasmin Wöhr        | Emmanuelle Curutchet Sophie Georges | 4-1, opg.     |
| 8.  | 1998-05-17 | Porto         | 75.000  | gravel        | Katarina Srebotnik | Surina de Beer Rebecca Jensen       | 5-7, 6-1, 6-4 |

## Resultaten grandslamtoernooien
| Legenda | Legenda                          |
| ------- | -------------------------------- |
| g.t.    | geen toernooi gehouden           |
| l.c.    | lagere categorie                 |
| –       | niet deelgenomen                 |
| G       | uitgeschakeld in de groepsfase   |
| 1R      | uitgeschakeld in de eerste ronde |
| 2R      | uitgeschakeld in de tweede ronde |
| 3R      | uitgeschakeld in de derde ronde  |
| 4R      | uitgeschakeld in de vierde ronde |
| KF      | uitgeschakeld in de kwartfinale  |
| HF      | uitgeschakeld in de halve finale |
| F       | de finale verloren               |
| W       | het toernooi gewonnen            |
| w-v     | winst/verlies-balans             |

### Enkelspel
| toernooi        | 1993 | 1994 | 1995 | 1996 | 1997 |
| --------------- | ---- | ---- | ---- | ---- | ---- |
| Australian Open | –    | –    | –    | 2R   | 1R   |
| Roland Garros   | 1R   | –    | 2R   | 2R   | –    |
| Wimbledon       | 1R   | 3R   | 3R   | 3R   | 1R   |
| US Open         | –    | 1R   | 1R   | –    | –    |

### Vrouwendubbelspel
| toernooi        | 1994 | 1995 | 1996 | 1997 | 1998 |
| --------------- | ---- | ---- | ---- | ---- | ---- |
| Australian Open | 1R   | 2R   | 1R   | 1R   | –    |
| Roland Garros   | –    | 1R   | 1R   | 2R   | 1R   |
| Wimbledon       | –    | 1R   | 1R   | –    | –    |
| US Open         | 2R   | 3R   | –    | –    | –    |